# Koppenkarstein
Koppenkarstein – szczyt w grupie Dachstein, części Północnych Alp Wapiennych. Leży w Austrii na granicy krajów związkowych Styria i Górna Austria. Na zachód leży niższy wierzchołek - Kleine Koppenkarstein (2832 m). Szczyt można zdobyć ze schronisk Austriahütte (1638 m) lub Simonyhütte (2205 m).
Pierwszego wejścia w 1873 r. dokonali A. Simony i J. Zauner.